# They Only Come Out at Night
«They Only Come Out at Night» es el cuarto sencillo del tercer álbum de Lordi, The Arockalypse, y es uno de los tres sencillos de la banda de los que no se han hecho en un video musical. Udo Dirkschneider aparece como estrella invitada en la canción. Aunque existe una versión promocional que fue editada por el sello discográfico alemán de Lordi, Drakkar Entertainment, no ha aparecido en las tiendas, en cambio, el sencillo promocional fue entregado sólo a algunos eventos en Alemania en febrero de 2006. El lado B de la versión finesa es una "cover" de la canción de Accept, "Midnight Mover", que fue grabado en 2003 en un estudio de radio durante una transmisión en vivo. La canción llegó al número seis en Finlandia.

## Lista de canciones
| Edición Finlandesa |                               |          |  |
| N.º                | Título                        | Duración |  |
| 1.                 | «They Only Come Out At Night» | 3:35     |  |
| 2.                 | «Midnight Mover (directo)»    | 3:26     |  |
| 07:01              |                               |          |  |

Edición promocional alemana:
1. «They Only Come Out At Night»
2. «Supermonstars»

## Créditos

### En They Only Come Out at Night
- Mr. Lordi (vocalista)
- Amen (guitarrista)
- Kalma (bajista)
- Awa (teclista)
- Kita (batería)

#### Invitados
- Udo Dirkschneider (vocalista)

### En Midnight Mover
- Mr. Lordi (vocalista)
- Amen (guitarrista)
- Kalma (bajista)
- Enary (teclista)
- Kita (batería)

## Rendimiento
| Año  | Conteo | Semana | Posición |
| ---- | ------ | ------ | -------- |
| 2007 | Top20  | 19     | 6        |
| 2007 | Top20  | 20     | 13       |
| 2007 | Top20  | 23     | 13       |